# Na Xoch II
Na Xoch II es una localidad del municipio de Larráinzar ubicado en la región de Los Altos del estado mexicano de Chiapas.

## Geografía
La localidad de Na Xoch II se sitúa en las coordenadas geográficas 16°52′59″N 92°44′50″O / 16.883056, -92.747222, a una elevación de 2,002 metros sobre el nivel del mar.

## Demografía
Según el Censo de Población y Vivienda 2020, efectuado por el Instituto Nacional de Estadística y Geografía, la localidad de Na Xoch II tiene 140 habitantes, de los cuales 71 son del sexo masculino y 69 del sexo femenino. Su tasa de fecundidad es de 2.82 hijos por mujer y tiene 21 viviendas particulares habitadas.
| Gráfica de evolución demográfica de Na Xoch II entre 2005 y 2020 |
|                                                                  |
| INEGI.                                                           |